# Men.com
Men (tên gọi thông thường: men.com để tránh nhầm lẫn) là một hãng phim trực tuyến chuyên về văn hóa phẩm khiêu dâm đồng tính nam. Công ty chủ quản của trang mạng là MindGeek.
Trang web được thành lập vào tháng 12 năm 2003, sau khi mua lại tên miền từ doanh nhân Rick Schwartz với giá 1,3 triệu đô la Mỹ.

## Văn hóa đại chúng

### Lời mời Justin Bieber diễn chung
Diễn viên Johnny Rapid của hãng từng có lời mời nam ca sĩ người Canada, Justin Bieber tham gia đóng phim chung với mức giá 2 triệu đô la Mỹ.

### Right in Front of My Salad
Vào tháng 7 năm 2017, phân cảnh phim của Men.com có tên "Right in Front of My Salad" (tạm dịch: Ngay trước bát salad của tôi sao?) trở thành một hiện tượng Internet. Trong đoạn phim, người phụ nữ ăn salad trong bếp phát hiện ra hai người đàn ông đối diện đang quan hệ tình dục. Cô phàn nàn với cả hai: "Hai người đang quan hệ à? Ngay trước bát salad của tôi sao?" Câu nói này sau đó đã trở thành một hiện tượng xã hội (meme) và lan truyền rộng rãi trên mạng Internet.